# Ivica Ivušić
Ivica Ivušić (* 1. Februar 1995 in Rijeka) ist ein kroatischer Fußballtorwart, der für den zyprischen Erstligisten Paphos FC und die kroatische A-Nationalmannschaft spielt.

## Verein
Ivušić begann mit dem Fußballspielen bei seinem Heimatverein HNK Rijeka und wechselte 2009 in den Nachwuchs von Inter Mailand. Von dort folgte 2011 eine kurze Ausleihe zu Seregno Calcio. Nach seiner Jugendzeit bekam er von Inter zwar einen Profivertrag, wurde aber für die Saison 2014/15 an den Drittligisten AC Prato ausgeliehen. Nach seiner Rückkehr wechselte der Torhüter zurück in die kroatische Heimat zum NK Istra 1961. Dort gab er sein Debüt in der 1. HNL sowie im nationalen Pokal. In der Rückrunde der Saison 2017/18 wechselte er zum griechischen Erstligisten Olympiakos Piräus, wo er bis zum Saisonende nicht eingesetzt wurde. Anschließend unterschrieb Ivušić einen Vertrag bei NK Osijek, kam dort allerdings im ersten Jahr nur einmal in der Reservemannschaft zum Einsatz. Seit 2019 war er jedoch Stammtorhüter und absolvierte auch seine ersten Europapokalpartien. Im Sommer 2023 wechselte er zum Paphos FC nach Zypern.

## Nationalmannschaft
Der Torhüter spielte von 2009 bis 2015 insgesamt 15 Mal für diverse kroatische Jugendauswahlen. Am 4. September 2021 kam er dann zu seinem Debüt für die A-Nationalmannschaft beim 1:0-Auswärtssieg in der WM-Qualifikation gegen Slowenien. Bei der Weltmeisterschaft 2022 stand er im kroatischen Aufgebot, das den dritten Platz erreichte; dabei blieb er ohne Einsatz.